# 52 Super Series
52 Super Series es un circuito de regatas a vela que se celebra anualmente desde 2012, cuando tomó el relevo del Circuito Audi MedCup. Compiten yates de la clase Transpac 52 (TP52). 

## Historia
Tras la retirada del patrocinador del Circuito Audi MedCup, los armadores de los equipos Quantum Racing (Doug DeVos), Azzurra (Alberto Roemmers) y Rán Racing (Niklas Zennström), impulsaron la creación de un nuevo circuito, con los mismos yates, pero donde, a diferencia del Circuito Audi MedCup, todos los equipos fuesen socios a partes iguales de la organización.

## Palmarés
| Año  |                |                |                |
| ---- | -------------- | -------------- | -------------- |
| 2019 | Azzurra        | Platoon        | Quantum Racing |
| 2018 | Quantum Racing | Platoon        | Azzurra        |
| 2017 | Azzurra        | Platoon        | Quantum Racing |
| 2016 | Quantum Racing | Azzurra        | Rán Racing     |
| 2015 | Azzurra        | Quantum Racing | Sled           |
| 2014 | Quantum Racing | Azzurra        | Rán Racing     |
| 2013 | Quantum Racing | Azzurra        | Rán Racing     |
| 2012 | Azzurra        | Quantum Racing | Rán Racing     |